# Аару (Титан)
Аару (лат. Aaru) — тёмная деталь альбедо на поверхности Титана, самого большого спутника Сатурна.

## География и геология
Находится рядом с экватором; координаты центра — 10° с. ш. 340° в. д. / 10° с. ш. 340° в. д.. Соединяется с двумя другими тёмными регионами: Ацтланом на западе и Сэнкё на юге. На востоке граничит со светлой областью земля Толлан, на юге — с большой кольцевой деталью Пахси. Местность Аару была обнаружена на снимках, сделанных космическим аппаратом «Кассини-Гюйгенс».

## Эпоним
Названа именем Иару — рая в египетской мифологии. Это название было утверждено Международным астрономическим союзом в 2006 году.